# Tropidia namorana
Tropidia namorana är en tvåvingeart som beskrevs av Keiser 1971. Tropidia namorana ingår i släktet eldblomflugor, och familjen blomflugor.
Artens utbredningsområde är Madagaskar. Inga underarter finns listade i Catalogue of Life.